# Wakon yōsai
Wakon Yōsai (jap. 和魂洋才, dt. „japanischer Geist und westliche Technik“) ist ein japanisches Schlagwort der späten Meiji-Zeit (etwa 1880er  bis 1910er Jahre). Es wird dem japanischen Gelehrten Fukuzawa Yukichi zugeschrieben.
Gemeint ist, dass die westlichen wissenschaftlichen und technischen Errungenschaften, die das Leben in Japan seit der Meiji-Restauration komplett verändert hatten, mit der traditionellen japanischen Kultur, der Religion und den Werten und Traditionen verbunden werden sollten.
Der Slogan war Ausdruck einer Gegenbewegung gegen den frühen Geist der Meiji-Zeit, der die japanische Kultur als der westlichen in jeder Hinsicht unterlegen ansah. Nach dem Willen der frühen Reformer sollte Japan ganz mit seinen Traditionen brechen und seine gesamte Lebensweise nach dem Westen ausrichten. Deren Schlagwort war „überlegene westliche Kultur und zurückgebliebene japanische Kultur“ (優れた西洋文化と遅れた日本文化, sugureta seiyō bunka to okureta nihon bunka).
Etwa eine Generation später, als die ersten westlichen Lehrmeister (O-yatoi gaikokujin) das Land bereits wieder verließen und durch Japaner, die im Ausland studiert hatten, ersetzt wurden, wandelte sich diese Einstellung jedoch wieder. Eine Gegenbewegung besann sich auf japanische Traditionen und Wertvorstellungen wie den Konfuzianismus.
Wakon Yōsai ist eine Abwandlung des älteren Slogans wakon kansai (和魂漢才, dt. „japanischer Geist und chinesische Technik“). Dieser stammt aus der Kokugaku-Schule, als sich schon in der Zeit der japanischen Isolation ein japanisches Nationalbewusstsein in Abgrenzung vom chinesischen Denken (Konfuzianismus und chinesischem Buddhismus) entwickelte.